# Distretto di Mandah
Il distretto di Mandah è uno dei quattordici distretti (sum) in cui è suddivisa la provincia del Dornogov', in Mongolia. Conta una popolazione di 1.528 abitanti (censimento 2009). 